# Biarmosuchus
Biarmosuchus foi um therapsideo que viveu há cerca de 255 milhões de anos, durante o final do período Permiano. Foi descoberto em Perm, região da Rússia. O espécime foi encontrado em um canal de arenito que foi depositado pela inundação das águas provenientes dos jovens montes Urais. A espécie é o mais primitivo dos répteis semelhantes a mamíferos e tinha pernas finas.
Os dentes continham oito pequenos incisivos no palato, seguido de um dente canino e mais cinco dentes caninos. Assim, juntas as espécies continham quatorze dentes superiores e doze dentes inferiores de tamanho pequeno.(Kemp 1982)

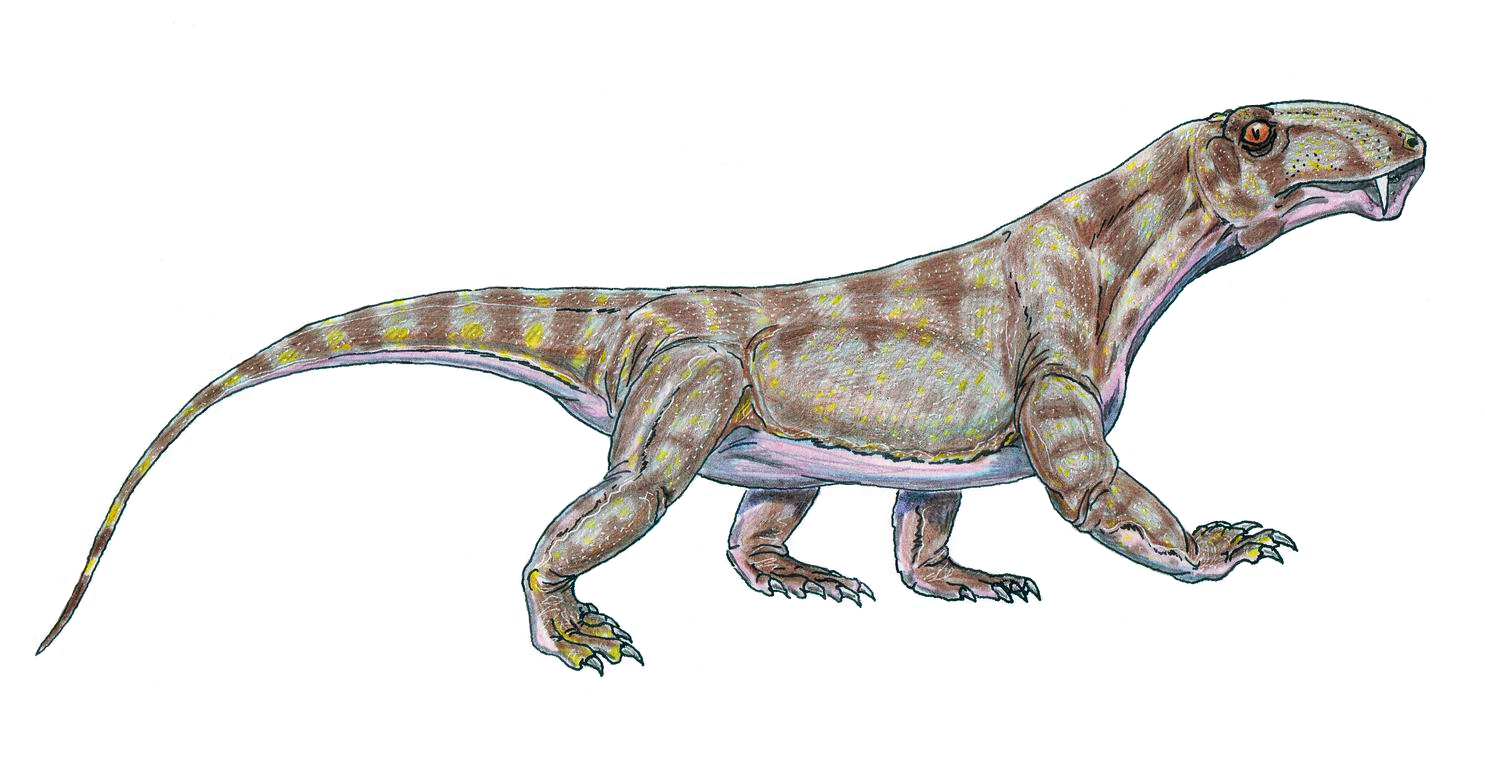
Outra versão ilustrada de corpo inteiro
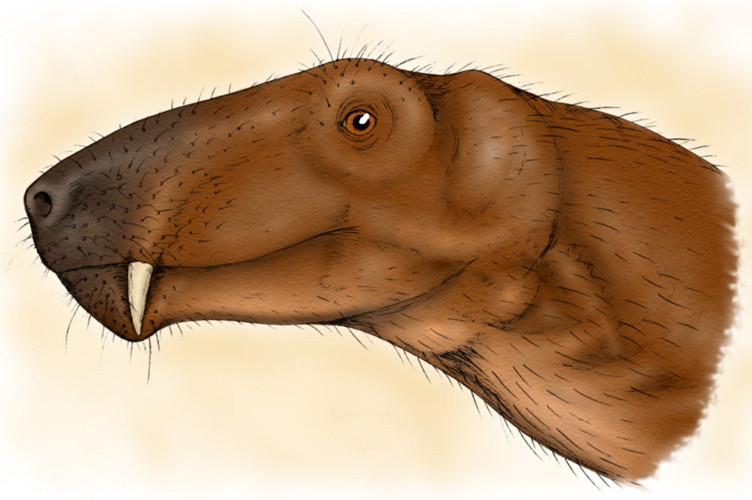
Ilustração da cabeça
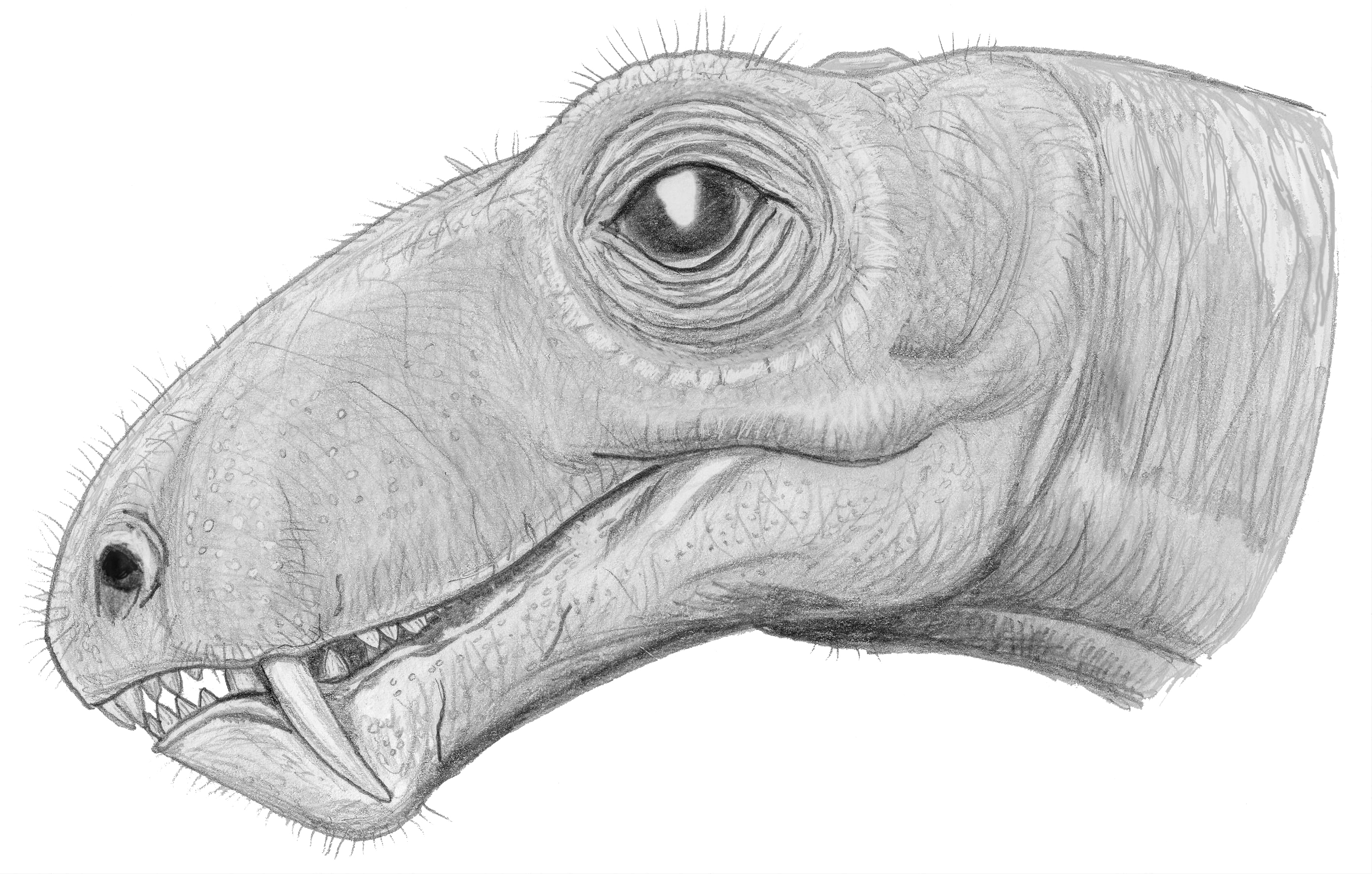
Outra versão ilustrada da cabeça